# 鐵肺 (電影)
《鐵肺》（英語：Iron Lung）是一部未上映的美國科幻恐怖片，改編自大衛·西曼斯基（David Szymanski）開發的2022年同名電子遊戲。電影為馬克·菲施巴赫（網路暱稱）執導的首部院線片作品，他還身兼編劇、製片及主演；2023年4月展開拍攝。故事發生在後末日的未來，一場名為「寂靜狂喜」（The Quiet Rapture）的事件導致宇宙中所有已知的恆星和宜居行星消失。一名囚犯被派去探查在荒涼衛星上發現的血海，但只允許配上殘破不堪的工具——拼裝而成的小型潛艇「鐵肺」（Iron Lung）。

## 演員
- 馬克·菲施巴赫
- 卡羅琳·蘿絲·卡普蘭（Caroline Rose Kaplan）
- 肖恩·麥克洛克林
- 大衛·西曼斯基（David Szymanski，客串）

## 製作

### 發展

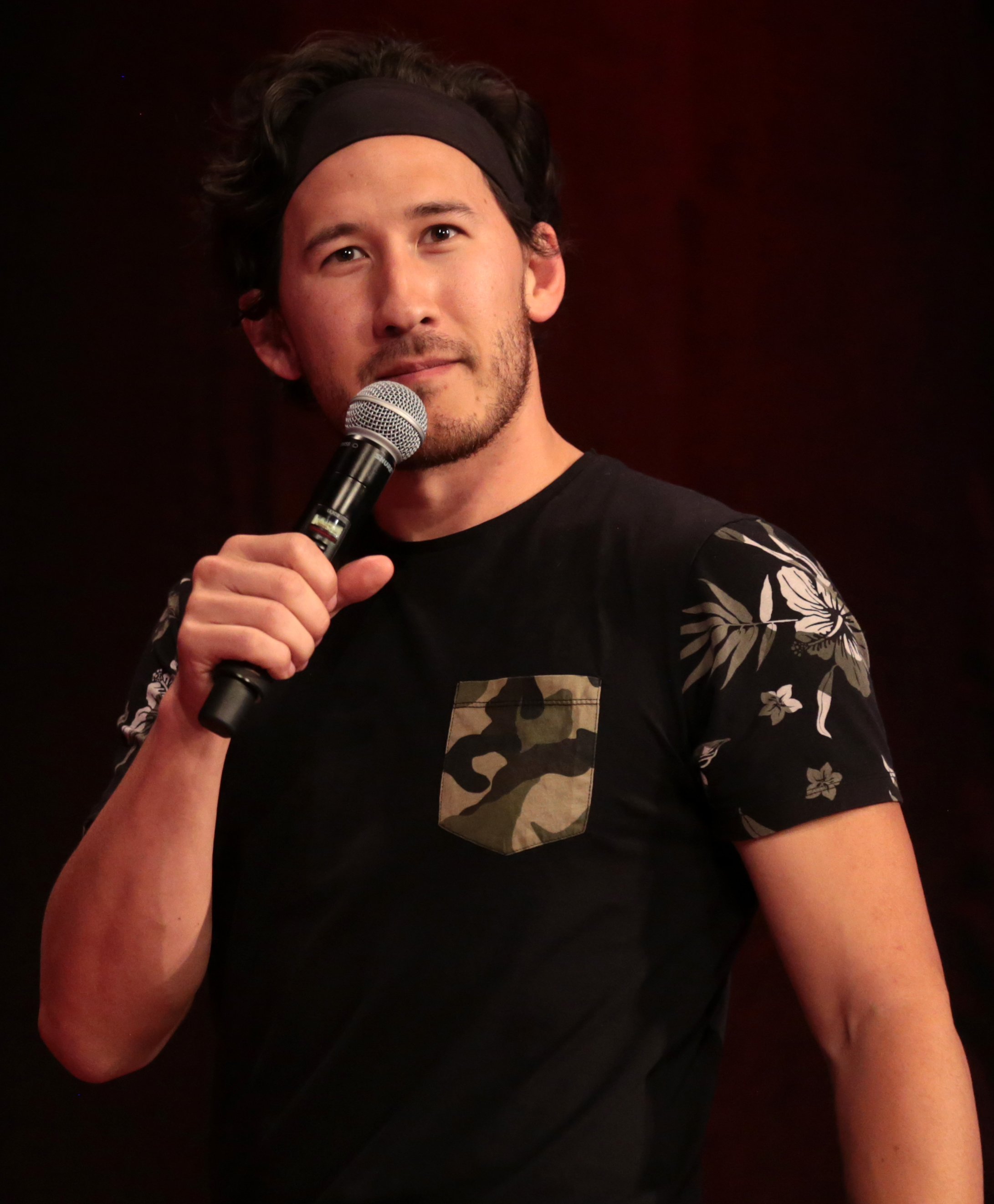
馬克·菲施巴赫親自執導、製片、編劇並資助《鐵肺》

《鐵肺》是由大衛·西曼斯基（David Szymanski）開發的2022年電子遊戲。2023年2月16日，西曼斯基在Twitter上開玩笑，稱YouTuber馬克·菲施巴赫和肖恩·麥克洛克林（網路暱稱分別為和）將主演該遊戲的改編電影，安德魯·胡爾舒爾特將負責電影配樂作曲，預計於同年夏季上映。菲施巴赫和麥克洛克林都曾玩過遊戲。菲施巴赫接受《綜藝》採訪時，證實自己正自編自導自演一部電影，但暫未透露具體項目。2023年5月7日，麥克洛克林在Twitter上確認自己將出演本片。

### 前期製作
西曼斯基協助了影片的劇本和前期製作，也在片中客串演出。胡爾舒爾特也被證實將為《鐵肺》的電影配樂作曲。

### 拍攝及後製
2023年4月21日，菲施巴赫正式宣布將《鐵肺》改編成電影，同時發表了前導預告片。此外，據Deadline Hollywood網站報導，菲施巴赫還為本片的拍攝自籌資金，與卡羅琳·蘿絲·卡普蘭（Caroline Rose Kaplan）聯合主演，並與威爾·海德（Will Hyde）及傑夫·格雷羅（Jeff Guerrero）合作監製；拍攝工作已在德克薩斯州奧斯汀展開。西曼斯基證實本片打算在院線上映，成為菲施巴赫的首部院線電影作品；此前的菲施巴赫編導過YouTube原創互動電影《基萌大劫案》（2019年）和《與基萌的太空迷航》（In Space with Markiplier，2022年）。在製作過程中，菲施巴赫證實《鐵肺》將包含至今以來所有恐怖片中最多的假血，更勝《屍變》（2013年）的50,000美制加侖（190,000公升）；拍攝期間，他曾因眼睛裡假血過多而住院。4月29日，菲施巴赫在自己的YouTube頻道上宣布拍攝已經完成，剪輯和後製工作隨之展開。
2023年7月，菲施巴赫透露自己是SAG-AFTRA的成員，本片受到2023年SAG-AFTRA大罷工影響而導致製作延遲。
正式預告片2023年10月14日在菲施巴赫的YouTube頻道上發表。10月16日，他在YouTube頻道的直播中表示，自己原本有望出演《佛萊迪餐館之五夜驚魂》（2023年），但與《鐵肺》的製作行程衝突而作罷。

## 外部連結
- 互联网电影数据库（IMDb）上《鐵肺》的资料（英文）